# Liste der Mitglieder des Landtags Brandenburg (7. Wahlperiode)
Diese Liste zeigt alle Mitglieder des 7. Landtags Brandenburg, der am 1. September 2019 gewählt wurde und sich am 25. September 2019 konstituierte. Die Wahlperiode endete mit der konstituierenden Sitzung des 8. Landtags am 17. Oktober 2024.

## Struktur

### Landtagspräsidentin und Vizepräsidenten
- Landtagspräsidentin: Ulrike Liedtke (SPD)
- Vizepräsident: Andreas Galau (AfD)
- Vizepräsidentin: Barbara Richstein (CDU)

### Weitere Mitglieder des Präsidiums
- SPD: Daniel Keller, Ludwig Scheetz
- AfD: Steffen Kubitzki, Rolf-Peter Hooge
- CDU: Jan Redmann
- Bündnis 90/Die Grünen: Clemens Rostock
- Die Linke: Thomas Domres
- BVB / Freie Wähler: Péter Vida

### Fraktionsvorstände
| Fraktion                                                                       | Vorsitzende                         | Stellvertretende Vorsitzende                                  | Parlamentarische Geschäftsführer |
| ------------------------------------------------------------------------------ | ----------------------------------- | ------------------------------------------------------------- | -------------------------------- |
| SPD                                                                            | Daniel Keller                       |                                                               | Ludwig Scheetz                   |
| AfD                                                                            | Hans-Christoph Berndt               | Birgit Bessin Steffen Kubitzki                                | Dennis Hohloch                   |
| CDU                                                                            | Jan Redmann                         | Kristy Augustin Frank Bommert Steeven Bretz Björn Lakenmacher | Steeven Bretz                    |
| Bündnis 90/Die Grünen                                                          | Petra Budke Benjamin Raschke        |                                                               | Clemens Rostock                  |
| Die Linke                                                                      | Kathrin Dannenberg Sebastian Walter |                                                               | Thomas Domres                    |
| BVB/Freie Wähler (bis November 2023 als Fraktion, ab Dezember 2023 als Gruppe) | Péter Vida                          |                                                               | Christine Wernicke               |

## Liste der Abgeordneten
| Bild | Mitglied des Landtages       | geb. | Fraktion        | Landtagswahlkreis                               | Erststimmen in % | Bemerkungen                                                                            |
| ---- | ---------------------------- | ---- | --------------- | ----------------------------------------------- | ---------------- | -------------------------------------------------------------------------------------- |
|      | Uwe Adler                    | 1974 | SPD             | Potsdam-Mittelmark III/Potsdam III              | 25,3             |                                                                                        |
|      | Kristy Augustin              | 1979 | CDU             | Landesliste                                     |                  |                                                                                        |
|      | Günter Baaske                | 1957 | SPD             | Potsdam-Mittelmark II                           | 36,3             |                                                                                        |
|      | Helmut Barthel               | 1953 | SPD             | Teltow-Fläming I                                | 28,8             |                                                                                        |
|      | Sabine Barthel               | 1962 | AfD             | Uckermark III/Oberhavel IV                      | 24,0             |                                                                                        |
|      | Hans-Christoph Berndt        | 1956 | AfD             | Dahme-Spreewald III                             | 28,9             |                                                                                        |
|      | Birgit Bessin                | 1978 | AfD             | Landesliste                                     |                  |                                                                                        |
|      | Mike Bischoff                | 1965 | SPD             | Uckermark II                                    | 40,1             |                                                                                        |
|      | Marlen Block                 | 1980 | DIE LINKE       | Landesliste                                     |                  | im Juni 2024 aus der Partei ausgetreten, aber in der Fraktion verblieben               |
|      | Frank Bommert                | 1961 | CDU             | Landesliste                                     |                  |                                                                                        |
|      | Steeven Bretz                | 1976 | CDU             | Landesliste                                     |                  |                                                                                        |
|      | Julian Brüning               | 1994 | CDU             | Landesliste                                     |                  |                                                                                        |
|      | Petra Budke                  | 1958 | GRÜNE           | Landesliste                                     |                  |                                                                                        |
|      | Ricarda Budke                | 1999 | GRÜNE           | Landesliste                                     |                  | nachgerückt am 7. Januar 2020 für Axel Vogel                                           |
|      | Sahra Damus                  | 1982 | GRÜNE           | Landesliste                                     |                  |                                                                                        |
|      | Kathrin Dannenberg           | 1966 | DIE LINKE       | Landesliste                                     |                  |                                                                                        |
|      | Thomas Domres                | 1970 | DIE LINKE       | Landesliste                                     |                  |                                                                                        |
|      | Peter Drenske                | 1960 | AfD             | Elbe-Elster I                                   | 25,5             |                                                                                        |
|      | Danny Eichelbaum             | 1973 | CDU             | Landesliste                                     |                  |                                                                                        |
|      | Tina Fischer                 | 1971 | SPD             | Dahme-Spreewald I                               | 28,8             |                                                                                        |
|      | Bettina Fortunato            | 1957 | DIE LINKE       | Landesliste                                     |                  |                                                                                        |
|      | Johannes Funke               | 1969 | SPD             | Havelland I                                     | 25,3             |                                                                                        |
|      | Andreas Galau                | 1967 | AfD             | Landesliste                                     |                  | Landtagsvizepräsident                                                                  |
|      | Thomas von Gizycki           | 1963 | GRÜNE           | Landesliste                                     |                  |                                                                                        |
|      | Lars Günther                 | 1976 | AfD             | Märkisch-Oderland III                           | 26,3             |                                                                                        |
|      | Michael Hanko                | 1964 | AfD             | Spree-Neiße II                                  | 35,9             |                                                                                        |
|      | Isabell Hiekel               | 1963 | GRÜNE           | Landesliste                                     |                  |                                                                                        |
|      | Elske Hildebrandt            | 1974 | SPD             | Märkisch-Oderland II                            | 25,9             |                                                                                        |
|      | Gordon Hoffmann              | 1978 | CDU             | Landesliste                                     |                  |                                                                                        |
|      | Dennis Hohloch               | 1989 | AfD             | Landesliste                                     |                  |                                                                                        |
|      | Rolf-Peter Hooge             | 1952 | AfD             | Oder-Spree III                                  | 25,9             |                                                                                        |
|      | Lars Hünich                  | 1971 | AfD             | Landesliste                                     |                  |                                                                                        |
|      | Andrea Johlige               | 1977 | DIE LINKE       | Landesliste                                     |                  |                                                                                        |
|      | Steffen John                 | 1964 | AfD             | Barnim III                                      | 23,9             |                                                                                        |
|      | Andreas Kalbitz              | 1972 | AfD             | Landesliste                                     |                  | parteiloses Mitglied der AfD-Fraktion                                                  |
|      | Daniel Keller                | 1986 | SPD             | Potsdam II                                      | 26,5             |                                                                                        |
|      | Heiner Klemp                 | 1963 | GRÜNE           | Landesliste                                     |                  |                                                                                        |
|      | Carla Kniestedt              | 1960 | GRÜNE           | Landesliste                                     |                  | nachgerückt am 3. Dezember 2019 für Ursula Nonnemacher                                 |
|      | Britta Kornmesser            | 1968 | SPD             | Brandenburg an der Havel II                     | 25,5             |                                                                                        |
|      | Lena Kotré                   | 1987 | AfD             | Landesliste                                     |                  | geb. Duggen                                                                            |
|      | Ronny Kretschmer             | 1975 | DIE LINKE       | Landesliste                                     |                  |                                                                                        |
|      | Steffen Kubitzki             | 1964 | AfD             | Landesliste                                     |                  |                                                                                        |
|      | Björn Lakenmacher            | 1975 | CDU             | Landesliste                                     |                  |                                                                                        |
|      | Katrin Lange                 | 1971 | SPD             | Prignitz II/Ostprignitz-Ruppin II               | 29,3             |                                                                                        |
|      | Ulrike Liedtke               | 1958 | SPD             | Ostprignitz-Ruppin I                            | 23,6             | Landtagspräsidentin                                                                    |
|      | Saskia Ludwig                | 1968 | CDU             | Landesliste                                     |                  |                                                                                        |
|      | Björn Lüttmann               | 1975 | SPD             | Oberhavel III                                   | 24,9             |                                                                                        |
|      | Daniel Freiherr von Lützow   | 1974 | AfD             | Landesliste                                     |                  |                                                                                        |
|      | Hardy Lux                    | 1971 | SPD             | Barnim I                                        | 23,9             |                                                                                        |
|      | Hanka Mittelstädt            | 1987 | SPD             | Landesliste                                     |                  | nachgerückt am 22. März 2023 für Inka Gossmann-Reetz                                   |
|      | Wilko Möller                 | 1966 | AfD             | Frankfurt (Oder)                                | 24,8             |                                                                                        |
|      | Daniel Münschke              | 1980 | AfD             | Oberspreewald-Lausitz III/Spree-Neiße III       | 28,0             |                                                                                        |
|      | Kathleen Muxel               | 1971 | AfD             | Oder-Spree II                                   | 28,3             |                                                                                        |
|      | Ilona Nicklisch              | 1958 | BVB/FW          | Landesliste                                     |                  |                                                                                        |
|      | Andreas Noack                | 1965 | SPD             | Oberhavel I                                     | 29,1             |                                                                                        |
|      | Volker Nothing               | 1965 | AfD             | Elbe-Elster II                                  | 30,2             |                                                                                        |
|      | Daniela Oeynhausen           | 1972 | AfD             | Landesliste                                     |                  | nachgerückt am 12. Januar 2022 für Franz Wiese                                         |
|      | Sascha Philipp               | 1972 | SPD             | Landesliste                                     |                  | nachgerückt am 27. Oktober 2021 für Simona Koß                                         |
|      | Harald Pohle                 | 1950 | SPD             | Prignitz I                                      | 26,6             |                                                                                        |
|      | Katja Poschmann              | 1980 | SPD             | Ostprignitz-Ruppin III/Havelland III            | 24,9             |                                                                                        |
|      | Carsten Preuß                | 1962 | DIE LINKE       | Landesliste                                     |                  | nachgerückt am 20. Juni 2024 für Andreas Büttner                                       |
|      | Benjamin Raschke             | 1982 | GRÜNE           | Landesliste                                     |                  |                                                                                        |
|      | Jan Redmann                  | 1979 | CDU             | Landesliste                                     |                  |                                                                                        |
|      | Barbara Richstein            | 1965 | CDU             | Havelland II                                    | 22,3             | Landtagsvizepräsidentin                                                                |
|      | Wolfgang Roick               | 1968 | SPD             | Oberspreewald-Lausitz II/Spree-Neiße IV         | 30,3             |                                                                                        |
|      | Clemens Rostock              | 1984 | GRÜNE           | Landesliste                                     |                  |                                                                                        |
|      | Sebastian Rüter              | 1976 | SPD             | Potsdam-Mittelmark IV                           | 26,8             |                                                                                        |
|      | Marie Schäffer               | 1990 | GRÜNE           | Potsdam I                                       | 27,0             |                                                                                        |
|      | André Schaller               | 1973 | CDU             | Landesliste                                     |                  |                                                                                        |
|      | Ludwig Scheetz               | 1986 | SPD             | Dahme-Spreewald II/Oder-Spree I                 | 27,3             |                                                                                        |
|      | Roswitha Schier              | 1962 | CDU             | Landesliste                                     |                  |                                                                                        |
|      | Michael Schierack            | 1966 | CDU             | Landesliste                                     |                  |                                                                                        |
|      | Lars Schieske                | 1977 | AfD             | Cottbus II                                      | 27,3             |                                                                                        |
|      | Anke Schwarzenberg           | 1954 | DIE LINKE       | Landesliste                                     |                  | nachgerückt am 1. November 2021 für Christian Görke                                    |
|      | Ingo Senftleben              | 1974 | CDU             | Oberspreewald-Lausitz I                         | 26,3             |                                                                                        |
|      | Marianne Spring-Räumschüssel | 1946 | AfD             | Cottbus I                                       | 25,9             |                                                                                        |
|      | Matthias Stefke              | 1963 | BVB/FW          | Landesliste                                     |                  |                                                                                        |
|      | Erik Stohn                   | 1983 | SPD             | Teltow-Fläming II                               | 32,6             |                                                                                        |
|      | Felix Teichner               | 1991 | AfD             | Uckermark I                                     | 26,0             |                                                                                        |
|      | Isabelle Vandre              | 1989 | DIE LINKE       | Landesliste                                     |                  |                                                                                        |
|      | Péter Vida                   | 1983 | BVB/FW          | Barnim II                                       | 24,0             |                                                                                        |
|      | Jörg Vogelsänger             | 1964 | SPD             | Märkisch-Oderland I/Oder-Spree IV               | 22,5             |                                                                                        |
|      | Sebastian Walter             | 1990 | DIE LINKE       | Landesliste                                     |                  |                                                                                        |
|      | Nicole Walter-Mundt          | 1977 | CDU             | Landesliste                                     |                  | nachgerückt am 25. November 2019 für Rainer Genilke                                    |
|      | Christine Wernicke           | 1960 | BVB/FW          | Landesliste                                     |                  |                                                                                        |
|      | Udo Wernitz                  | 1968 | SPD             | Brandenburg an der Havel I/Potsdam-Mittelmark I | 26,3             |                                                                                        |
|      | Dietmar Woidke               | 1961 | SPD             | Spree-Neiße I                                   | 36,2             |                                                                                        |
|      | Philip Zeschmann             | 1967 | AfD (parteilos) | Landesliste                                     |                  | Partei- und Fraktionsaustritt aus BVB/FW und Fraktionsbeitritt zu AfD im November 2023 |

## Ausgeschiedene Abgeordnete
| Bild | Mitglied des Landtages | geb. | Fraktion  | Landtagswahlkreis    | Erststimmen in % | Bemerkungen |
| ---- | ---------------------- | ---- | --------- | -------------------- | ---------------- | --- |
|      | Ortwin Baier           | 1958 | SPD       | Teltow-Fläming III   | 24,8             | am 31. August 2021 ausgeschieden, Nachrückerin: Simona Koß                                                                               |
|      | Andreas Büttner        | 1973 | DIE LINKE | Landesliste          |                  | am 19. Juni 2024 ausgeschieden, Nachrücker: Carsten Preuß                                                                                |
|      | Rainer Genilke         | 1968 | CDU       | Landesliste          |                  | am 20. November 2019 ausgeschieden, Staatssekretär im Ministerium für Infrastruktur und Landesplanung, Nachrückerin: Nicole Walter-Mundt |
|      | Christian Görke        | 1962 | DIE LINKE | Landesliste          |                  | am 31. Oktober 2021 ausgeschieden, Nachrückerin: Anke Schwarzenberg                                                                      |
|      | Inka Gossmann-Reetz    | 1969 | SPD       | Oberhavel II         | 24,1             | am 21. März 2023 ausgeschieden, Nachrückerin: Hanka Mittelstädt                                                                          |
|      | Simona Koß             | 1961 | SPD       | Landesliste          |                  | am 26. Oktober 2021 ausgeschieden, Nachrücker: Sascha Philipp. Zuvor nachgerückt am 1. September 2021 für Ortwin Baier                   |
|      | Ursula Nonnemacher     | 1957 | GRÜNE     | Landesliste          |                  | am 2. Dezember 2019 ausgeschieden, Ministerin für Soziales, Gesundheit, Integration und Verbraucherschutz, Nachrückerin: Carla Kniestedt |
|      | Axel Vogel             | 1956 | GRÜNE     | Landesliste          |                  | am 31. Dezember 2019 ausgeschieden, Minister für Landwirtschaft, Umwelt und Klimaschutz, Nachrückerin: Ricarda Budke                     |
|      | Franz Wiese            | 1952 | AfD       | Märkisch-Oderland IV | 25,8             | am 30. Dezember 2021 gestorben, Nachrückerin: Daniela Oeynhausen                                                                         |